# Berserker (album, Amon Amarth)
Berserker je jedenácté studiové album švédské death metalové skupiny Amon Amarth, jež bylo vydáno 3. května 2019.

## Seznam skladeb
Všechny skladby napsal(i) Amon Amarth. 
| Pořadí         | Název                                | Délka |
| -------------- | ------------------------------------ | ----- |
| 1.             | Fafner's Gold                        | 5:00  |
| 2.             | Crack the Sky                        | 3:49  |
| 3.             | Mjölner, Hammer of Thor              | 4:42  |
| 4.             | Shield Wall                          | 3:46  |
| 5.             | Valkyria                             | 4:43  |
| 6.             | Raven's Flight                       | 5:20  |
| 7.             | Ironside                             | 4:30  |
| 8.             | The Berserker at Stamford Bridge     | 5:13  |
| 9.             | When Once Again We Can Set Our Sails | 4:24  |
| 10.            | Skoll and Hati                       | 4:27  |
| 11.            | Wings of Eagles                      | 4:03  |
| 12.            | Into the Dark                        | 6:48  |
| Celková délka: | Celková délka:                       | 56:45 |

## Videoklipy
Ke skladbě Raven’s Flight vydala kapela videoklip, ve kterém se objevuje udatný obří berserker bojující v bitvě u Stamford Bridge. V klipu je objevuje také Valhalla. Na tento klip navazuje videoklip ke skladbě Crack the Sky, ve kterém se tento bojovník přemístí z mostu přímo na koncert kapely a zde bojuje s protivníky, které svou zuřivostí porazí. Kapela dále v klipu zobrazuje a v písní zmiňuje Thóra a jeho kladivo Mjöllni.

## Obsazení
- Johan Hegg – zpěv
- Olavi Mikkonen – kytara
- Johan Söderberg – kytara
- Ted Lundström – baskytara